# Bier in Luxemburg

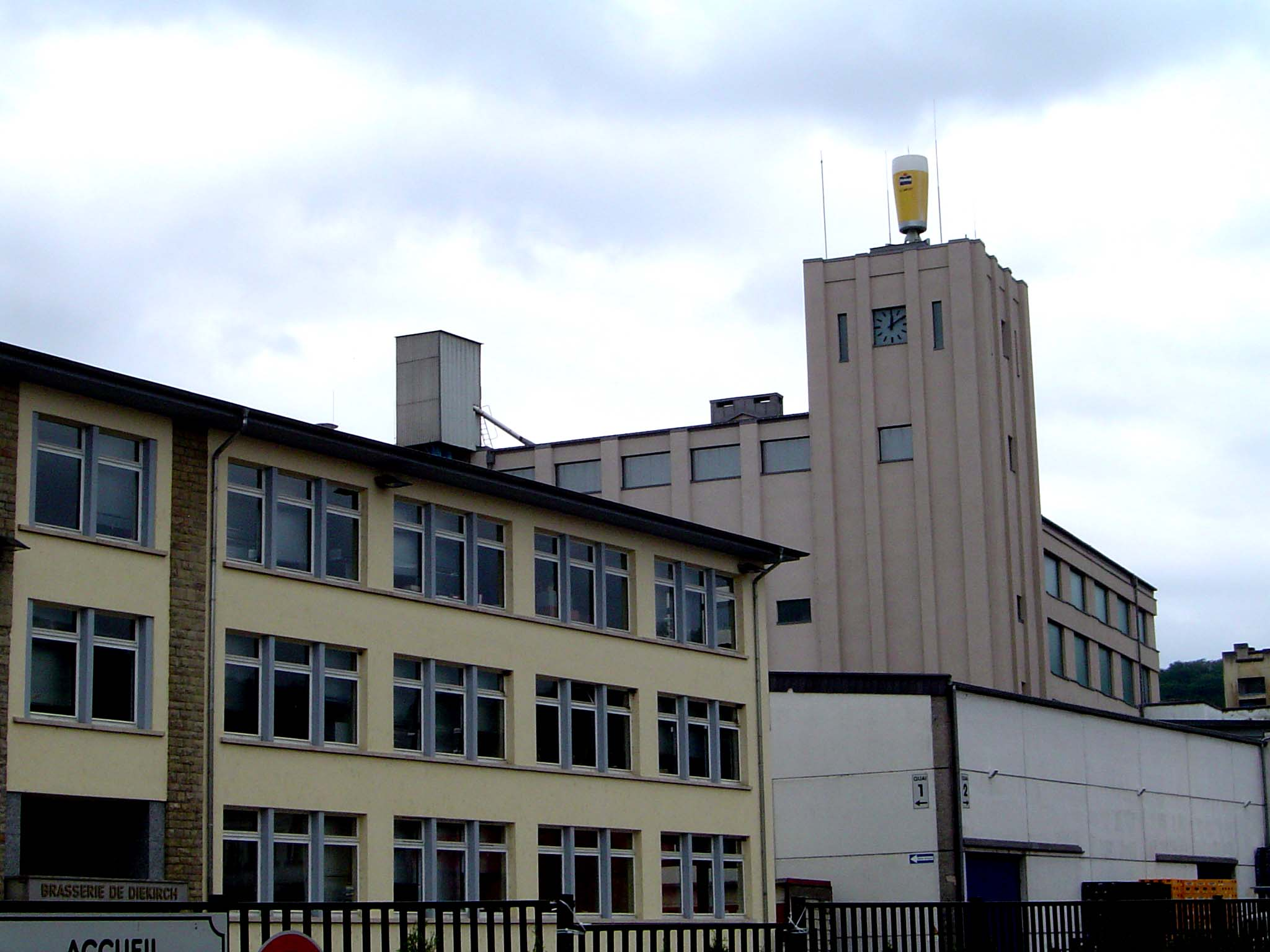
Brouwerij te Diekirch

Bier neemt in Luxemburg een belangrijke plaats in.  De Luxemburgse leuze luidt: "Onse Be’er ass gudd". In de jaren 1970 en 1980 werd er meer dan 600.000 hl gebrouwen met als uitschieter meer dan 800.000 hl in 1976. Sinds die tijd loopt de productie terug en na 2000 werd er minder dan 400.000 hl gebrouwen. Luxemburg werd beïnvloed door de invoer van bieren uit het oosten en ging veel eerder dan België over op lage gisting. Rond 1872 waren er al 27 van de 32 toenmalige brouwerijen overgestapt op lagers en rond 1900 hield de laatste brouwerij op met hoge gistingbieren.
De productie is in handen van drie grote brouwerijen. De grootste onafhankelijke brouwerij Brasserie Nationale ontstond in 1975, na de fusie tussen Brasserie Bofferding en Brasserie Funck-Bricher. Het grootste biermerk is Bofferding Pils. De laatste jaren ontstonden er verscheidene brouwcafés wat de brouwwereld ten goede komt.

## Cijfers 2011
- Bierproductie: 330.000 hl
- Export: 150.000 hl
- Import: 180.000 hl
- Bierconsumptie: 325.000 hl
- Bierconsumptie per inwoner: 85 liter
- Actieve brouwerijen: 3 (+ 2 microbrouwerijen)[1]

## Brouwerijen
- Brasserie Nationale, Bascharage

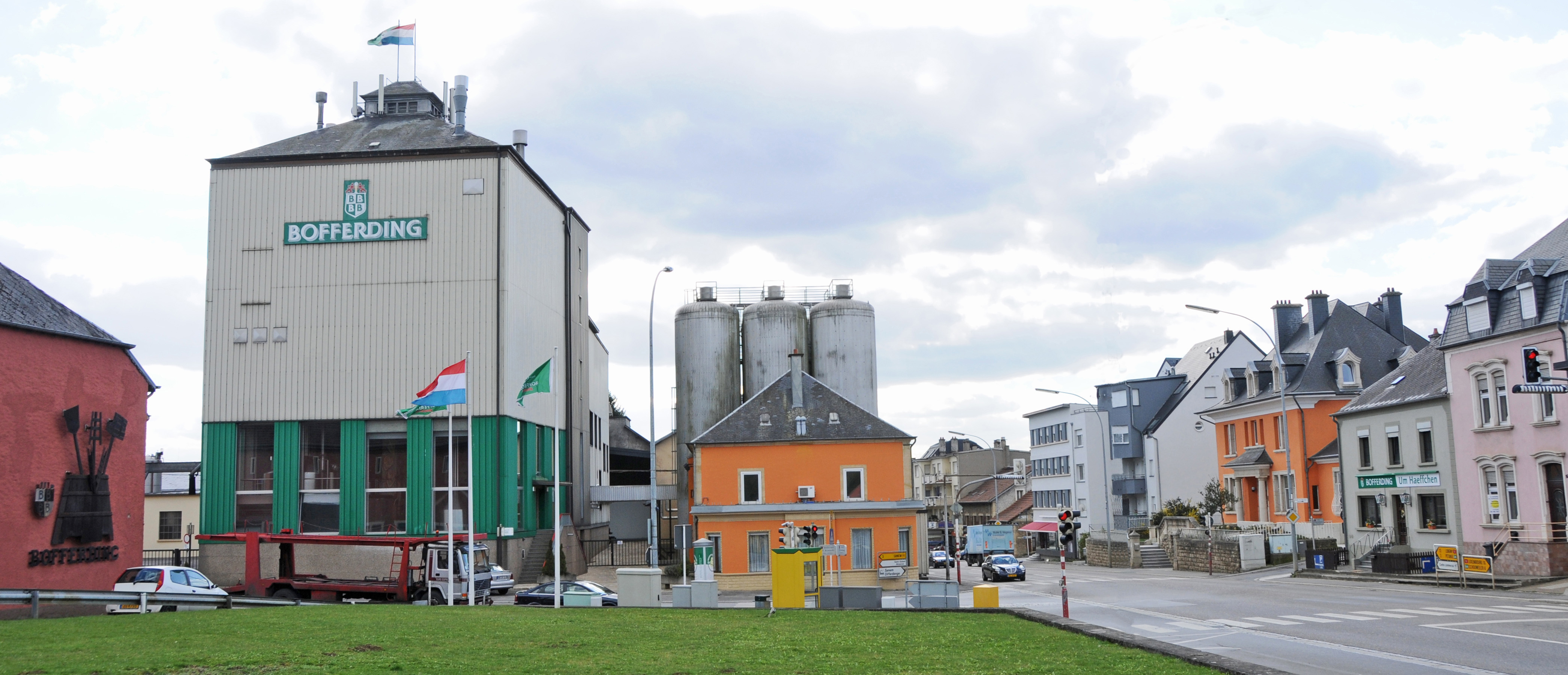
De Brasserie Nationale in Bascharage (2008).

- Brasserie de Luxembourg Mousel-Diekirch, Diekirch, (eigendom van AB InBev)
- Brasserie Simon, Wiltz

### Microbrouwerijen
- Brasserie Beierhaascht, Bascharage, huisbrouwerij en hotel-restaurant
- Ourdaller Brauerei te Cornelys Haff, Heinerscheid, huisbrouwerij en hotel-restaurant

## Bieren
- Battin
- Bofferding
- Diekirch
- Mousel
- Okult
- Ourdaller
- Simon
- Clausel